# رابرت پاین (بازیگر)
رابرت پاین (انگلیسی: Robert Pine؛ زادهٔ ۱۰ ژوئیهٔ ۱۹۴۱) هنرپیشه اهل ایالات متحده آمریکا است.
از فیلم‌ها یا برنامه‌های تلویزیونی که وی در آن نقش داشته است می‌توان به روز استقلال، لیک‌ویو تراس، جابز، چشم قرمز، اعتماد، یک سرخپوست کوچک، امپراتوری مورچه‌ها، شهر کوچک شنبه‌شب و روز مادر اشاره کرد.